# 조선민주주의인민공화국 중앙인민위원회
조선민주주의인민공화국 중앙인민위원회(朝鮮民主主義人民共和國中央人民委員會)는 조선민주주의인민공화국의 국가기관이다. 국가주권의 최고지도기관으로 1972년 12월 27일에 제정된 조선민주주의인민공화국 사회주의 헌법에 의해 설립된 뒤 1998년에 헌법 개정으로 폐지되었다.